# All-American Publications
 (août 2016).

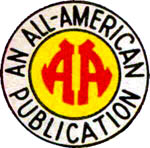
Logo des All-AmericanComics. Le logo et sa ressemblance distinctive sont des marues deposélesaet opyright © 1945-2008 DC Comics,

La All-American Publications est l'un des trois éditeurs de comics américains qui ont fusionné pour donner naissance à la DC Comics, l'un des deux principaux éditeurs de comics aux États-Unis. Des super-héros célèbres comme Flash, Atom, Green Lantern,  Hawkman, Wonder Woman ont fait leurs premières apparitions dans les éditions All-American Publications. 

## Histoire
Max Gaines, futur fondateur de EC Comics, fonde la All-American Publications en 1938 après avoir reçu des fonds de la main même de Harry Donenfeld, après que Gerard Jones a adressé une lettre de motivation à ce dernier en faveur de Gaines. Et bien que séparé alors de la DC comics, la All-American Publications insérait le Logo du futur géant du comics dans la plupart de ses publications pour des raisons marketing.
En 1946 Gaines vend la All-American Publications à Liebowitz, ne gardant que Picture Stories from the Bible pour pouvoir fonder alors la EC Comics.

## Personnages de la All-American Publications
- Atom
- Doctor Mid-nite (en)
- Flash
- Green Lantern
- Hawkman
- Hop harrigan
- Wonder Woman
- Wildcat
- Johnny Thunder
- Gay Ghost (en)
- Gunner goodbee
- The Black Pirate (en)